# Philip Andersen

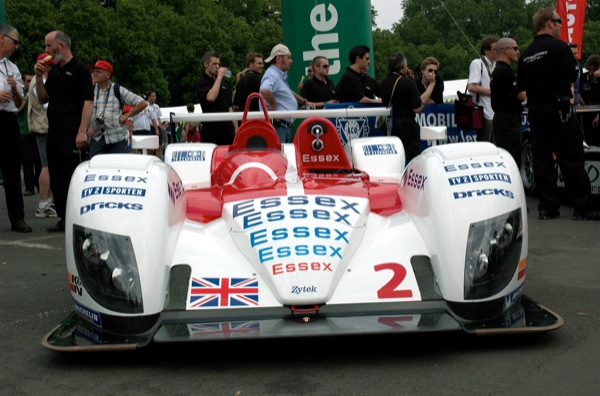
Der Zytek 06S von John Nielsen, Casper Elgaard und Philip Andersen beim 24-Stunden-Rennen von Le Mans 2006

Philip Andersen (* 16. November 1980 in Aarhus) ist ein ehemaliger dänischer Autorennfahrer.

## Karriere als Rennfahrer
Nach Anfängen im Kartsport begann die Monopostokarriere von Philip Andersen 1999 in der Formel Ford. Nach einem fünften Endrang in der dänischen Formel-Ford-Meisterschaft 2000 wechselte er 2001 in die Formel Renault. Zweimal in Folge, 2001 und 2002, gewann er die skandinavische Formel-Renault-Meisterschaft.
2003 wechselte er in den Tourenwagensport und ging in der dänischen Meisterschaft an den Start. Er fuhr dort bis zum Ablauf der Saison 2007, dann trat er vom Rennsport zurück. Seine beste Meisterschaftsplatzierung war der achte Rang 2006 (Meister Casper Elgaard vor Jan Magnussen und John Nielsen). 2006 war er auch Partner von Nielsen und Elgaard beim 24-Stunden-Rennen von Le Mans. Das Trio wurde im Zytek 06S nicht klassiert. Aus dem Jahr 2006 stammte sein bestes Ergebnis bei einem internationalen Rennen. Wieder zusammen mit Elgaard und Nielsen im Zytek 06S beendete er das 1000-km-Rennen von Spa-Francorchamps an der dritten Stelle der Gesamtwertung.

## Statistik

### Le-Mans-Ergebnisse
| Jahr | Team              | Fahrzeug  | Teamkollege  | Teamkollege    | Platzierung | Ausfallgrund |
| ---- | ----------------- | --------- | ------------ | -------------- | ----------- | ------------ |
| 2006 | Zytek Engineering | Zytek 06S | John Nielsen | Casper Elgaard | Rang 24     |              |